# Park So-yeon
Park So-yeon (kor. 박소연, ur. 5 października 1987 w Anyang), lepiej znana pod pseudonimem Soyeon – południowokoreańska piosenkarka, tancerka, aktorka oraz była członkini grupy T-ara.

## Życiorys

### 1987–2008: Wczesne życie
So-yeon urodziła się 5 października 1987 roku w Anyang. Jej imieniem nadanym w chwili urodzenia było Park In-jung (kor. 朴仁静). W 2005 roku po raz pierwszy zaistniała na scenie muzycznej biorąc udział w konkursie CMB Chin Chin Singing Competition, w którym zdowyła Złotą Nagrodę za pierwsze miejsce. So-yeon uczęszczała do szkoły Anyang High School of Arts.
Soyeon była pierwotnie stażystką pod opieką SM Entertainment przygotowującą się do dołączenia do grupy Girls’ Generation. Niemniej jednak opuściła agencję na sześć miesięcy przed debiutem z powodów osobistych. Debiutując z grupą T-ara ujawniła w programie Taxi, że powodem jej rezygnacji było to, że nie czuła się w pełni przygotowana do debiutu, ponieważ okazja nadarzyła się zbyt łatwo.

### 2008–2017: T-ara
So-yeon była drugą z trzech nowych członkiń, które doszły do grupy po odejściu Jiae i Jiwon przed oficjalnym debiutem zespołu w połowie 2009 roku. Mimo tego jest główną wokalistką w zespole. Głos So-yeon jest powszechnie uważany za jeden z najlepszych wśród dziewczęcych grup idolek w Korei Południowej.
1 stycznia 2012 roku przejęła stanowisko Hyomin jako liderki T-ary. Była czwartą liderką grupy T-ara po Eunjung, Boram i Hyomin. Pełniła tę funkcję do lipca 2013 roku, kiedy to przeszła ona na inną członkinię zespołu – Qri.
6 marca 2017 roku MBK Entertainment zapowiedziało, że ostatni album T-ary w sześcioosobowym składzie ukaże się w maju. Boram i Soyeon zdecydowały nie odnawiać kontraktu z agencją, a pozostałe członkinie przedłużyły kontrakty do grudnia 2017 roku. 7 maja MBK Entertainment ujawniło, że plany grupy uległy zmianie i zespół zostanie rozwiązany po wydaniu płyty, której premiera została przesunięta na czerwiec 2017 roku. Boram i Soyeon nie uczestniczyły w jego nagraniu z powodu wygaśnięcia ich umowy. Ostatni występ T-ary w sześcioosobowym składzie odbył się 13 maja podczas koncertu na Tajwanie. 15 maja 2017 roku odeszła z zespołu po wygaśnięciu kontraktu z MBK Entertainment.

### Od 2020: Nowa agencja
11 lipca 2020 roku Park ujawniła, że podpisała umowę z Think Entertainment.

## Dyskografia

### Single
Jako solistka
- "Letter" (chn. 信件) (2020, chiński)
- "Just The Same As Before" (kor. 다 그대로더라) (2021)
- "Interview" (2021)

Współpraca
| Rok  | Tytuł                                     | Album           | Uwagi                                                                              |
| ---- | ----------------------------------------- | --------------- | ---------------------------------------------------------------------------------- |
| 2011 | "Song For You"                            | 안영민 A-Family | Wspólnie z Ahn Young-min                                                           |
| 2012 | "I Know"                                  | Together        | Wspólnie z Lee Bo-ram (SeeYa) oraz Yangpa                                          |
| 2013 | "Painkiller" (kor. 진통제)                | Tears of Mind   | Wspólnie z Seong Yoo-jin, Seo Eun-kyo, Taewoon i Choi Sung-min                     |
| 2015 | "Don't Forget Me" (kor. 나를 잊지 말아요) | White Snow      | Wspólnie z Ham Eun-jung, Song Min-kyung, Cho Seung-hee, Jongkook, Sejoon i Seungri |

Ścieżki dźwiękowe
| Rok  | Tytuł                                         | Album                                      | Uwagi                             |
| ---- | --------------------------------------------- | ------------------------------------------ | --------------------------------- |
| 2010 | "Page One (Part. 2)"                          | Coffee House OST                           | Wspólnie z Ock Joo-hyun (Fin.K.L) |
| 2010 | "What Should We Finish?" (kor. 뭐라고 끝낼까) | Gosa dubeonjjae iyagi: gyosaengsilseup OST |                                   |
| 2011 | "Until the End"                               | Gisaeng Ryung OST                          | Wspólnie z Lee Boram (SeeYa)      |
| 2020 | "One Love" (kor. 하나의 사랑)                 | O! Samgwangbilla OST Part.3                |                                   |

## Filmografia

### Seriale
| Rok  | Tytuł                             | Rola          | Stacja telewizyjna |
| ---- | --------------------------------- | ------------- | ------------------ |
| 2010 | Giants                            | Cameo         | SBS                |
| 2010 | Master of Study                   | Cameo         | KBS2               |
| 2012 | Haeundae Lovers                   | Lee Gwan-soon | KBS2               |
| 2015 | Sweet Temptation (Baby Good Girl) | So-hee        | Web Drama          |

### Programy rewiowe
| Rok       | Tytuł                                | Rola              | Stacja telewizyjna |
| --------- | ------------------------------------ | ----------------- | ------------------ |
| 2009–2010 | Invincible Baseball                  | Cheerleaderka     | KBS                |
| 2010      | Strong Heart                         | ona sama          | SBS                |
| 2010      | Idol Trot Wars                       | ona sama          | MBC                |
| 2010      | Star Golden Bell                     | ona sama          | KBS                |
| 2011      | 100 Points out of 100                | ona sama          | KBS                |
| 2011      | Secret                               | ona sama          | KBS                |
| 2011      | Vitamin                              | ona sama          | KBS                |
| 2011      | Happy Together                       | ona sama          | KBS                |
| 2012      | Everyone’s Weekly Idol               | ona sama          | MBC                |
| 2012      | Beales Code                          | ona sama          | Mnet               |
| 2012      | WIN WIN                              | ona sama          | KBS                |
| 2013      | Challenge 1000 Song                  | ona sama          | KBS2               |
| 2013      | Let’s Go! Dream Team Season 2        | ona sama          | KBS2               |
| 2013      | SimSimTaPa                           | ona sama          | MBC                |
| 2013      | 2. APAN Star Awards                  | prowadząca        |                    |
| 2014      | Moon Hee-jun's Pure                  | ona sama          | Mnet               |
| 2014      | Vitamin                              | ona sama          | KBS2               |
| 2014      | Weekly Idol                          | ona sama          | MBC Every 1        |
| 2014      | Star King                            | ona sama          | SBS                |
| 2014      | Hidden Singer                        | ona sama          | JTBC               |
| 2014      | 3. APAN Star Awards                  | prowadząca        |                    |
| 2015      | A Song For You 4                     | ona sama (odc. 6) | KBS2               |
| 2015      | Idol Star Athletic Championship 2015 | ona sama          | MBC                |
| 2015      | 4. APAN Star Awards                  | prowadząca        |                    |